# Rhinella sebbeni
Rhinella sebbeni es una especie de anfibio anuro de la familia Bufonidae.

## Distribución geográfica
Esta especie es endémica de Goiás en Brasil. Se encuentra en los municipios de Niquelândia, Ouro Verde de Goiás y Goiânia.

## Descripción
Los 4 especímenes de machos adultos observados en la descripción original miden una longitud estándar de 48 a 59 mm y las 9 especímenes de hembras adultas observadas en la descripción original miden una longitud de 54 a 66 mm.

## Etimología
Esta especie lleva el nombre en honor a Antonio Sebben.

## Publicación original
- Vaz-Silva, Maciel, Bastos & Pombal, 2015: Revealing two new species of the Rhinella margaritifera species group (Anura, Bufonidae): An enigmatic taxonomic group of Neotropical toads. Herpetologica, vol. 71, p. 212–222.[2]